# Blumea malcolmii
Blumea malcolmii là một loài thực vật có hoa trong họ Cúc. Loài này được (Clarke) Hook.f. mô tả khoa học đầu tiên năm 1881.